# Laurence Bonaventure Sheil

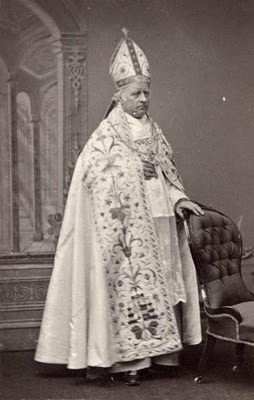
Laurence Bonaventure Sheil.

Laurence Bonaventure Sheil (Wexford (Ierland), 24 december 1814 - Willunga (Australië), 1 maart 1872) was een rooms-katholiek priester en bisschop. Hij kreeg zijn opleiding aan het Saint Peter's College in Wexford en van 1832 aan het Franciscanercollege van Sint-Isidoor in Rome waar hij theologie en filosofie studeerde. In 1839 werd hij priester gewijd en keerde terug naar Ierland om er binnen treden in het Sint-Francisklooster in Cork en Carrickbeg.

## Korte bestuursperiode
In 1853 kwam Sheil aan in Melbourne en werd er directeur van het Sint-Franciscusseminarie en het Sint-Patrickscollege, alsook secretaris van de inrichtende macht van het katholieke onderwijs in Victoria. In 1866 werd hij bisschop van Adelaide. Het was een bisdom in volle expansie met vele stichtingen van onderwijsinstellingen en zorgtehuizen. Een van die stichters was de later heilig verklaarde Mary MacKillop met wie hij later in conflict kwam. Zij werd door hem in 1871 geëxcommuniceerd, maar gaf haar - het volgde jaar - gratie op zijn sterfbed. Gedurende zijn korte ambtsperiode was hij maar weinig aanwezig mede door reizen naar Ierland en Rome, waar hij het Eerste Vaticaans Concilie bijwoonde. Het leidde allemaal tot interne spanningen met onder meer de uitsluiting van Mary MacKillop. 
Laurence Bonaventure Sheil overleed in Willunga en werd begraven op het Adelaide's West Terrace Cemetery.